# جیمز فینلی
جیمز فینلی (James Finley) (4 فوریه ۱۷۲۵–۶ ژانویه ۱۷۹۵)، از کاهنان آمریکایی پرسبیترینی و سیاستمداری بود که از ساکنین پیشتاز پنسیلوانیای غربی بود. او یا همسرش صاحب خانه‌ای بود که در آن توماس جفرسون اولین تلاش‌هایش برای پیش نویس اعلامیه استقلال ایالات متحده را صورت داد.

## اوان زندگی
جیمز فینلی در ۴ فوریه ۱۷۲۵ میلادی در شهرستان آرمای ایرلند بدنیا آمد. او پسر مایکل فینلی و آن دختر ساموئل اونیل بود. او در سن نه سالگی به آمریکا مهاجرت کرد و زیر نظر ساموئل بلیر در آکادمی فگز منور مطالعه نمود که در تاونشیپ لندندری، شهرستان چستر پنسیلوانیای امروزی قرار داشت.
فینلی در ۱۷۵۲ میلادی با هانا اوانس (۱۷۱۵–۱ آوریل ۱۷۹۵) ازدواج کرد که دختر رابرت اوانس بود. این زوج هفت پسر و دو دختر داشتند. هشت تا از فرزندانشان تا بلوغ زندگی کردند. یکی از پسرانشان به نام جیمز (۱۷۶۹–۱۷۷۲) در سن سه سالگی فوت کرد.
جیمز برادر اندرو فینلی و برادر و دانشجوی ساموئل فینلی است (پنجمین پرزیدنت کالج نیوجرسی از ۱۷۶۱ تا ۱۷۶۶ میلادی، کالجی که بعدها به نام دانشگاه پرینستون شناخته شد). جیمز از پرینستون فارغ‌التحصیل شد، گرچه که در حقیقت او در مؤسسه سلفش که در آن زمان به کالج لاگ ویلیام تنانت شناخته می‌شد و در نشامینی، شهرستان باکس پنسیلوانیا شرکت جسته و فارغ‌التحصیل شده بود.
بنجامین راش، یکی از امضاء کنندگان اعلامیهٔ استقلال، از خویشاوندان فینلیز بود و هنگام مرگ پدرش در سن شش سالگی به خانه ساموئل فینلی منتقل شد. جیمز احتمالاً از طریق برادر ساموئل با یکی دیگر از امضاء کنندگان اعلامیه استقلال، ریچارد استوکتون و همچنین الیور الزورت که بعدها سومین قاضی ارشد دادگاه ایالات متحده آمریکا شد و همچنین با ابنزر هازارد که بعدها «پستمستر جنرال» شد آشنا گشت.

## کهانت
فینلی تجربه احیاء کننده‌ای تحت تأثیر رابرت اسمیت داشت و با اونجلیست برجسته جورج ویتفیلد مسافرت کرد. فینلی در ۱۷۵۲ میلادی حکم خود را دریافت کرده و شبان (پیشوای روحانی) کلیسای ناتینگهام شرقی، نزدیک مرز مورد مناقشهٔ مریلند-پنسیلوانیا شد.
او سه یا چهار بار قبل از ۱۷۸۲ میلادی، احتمالاً حدود ۱۷۶۵ میلادی به پنسیلوانیای غربی مسافرت کرد. فینلی در ۱۷۷۱ میلادی خدمات سبط (یکشنبه) در کوه‌های آلگنی تحت مأموریت سینود اهل فیلادلفیای پرسبیتاریانی را هدایت نمود. در ۱۷۷۲ میلادی او با پسرش ابنزر به شهرستان فایت پنسیلوانیا و مزرعه‌ای که فنیلی نزدیک «دونلپ کریک» خریداری کرده بود مسافرت کرد.
او در ۱۷۸۲ میلادی تماسی مبنی بر خدمت به عنوان شبان (پیشوای روحانی) در چندین جماعت کلیسایی و مناطق مسکونی را از جماعت متحد در انشعابات رودخانه یوقیوقنی دریافت کرده و پذیرفت.
در اثر «همیشه پیشرو: تاریخچه جشن دویست سالهٔ مدرسه الهیات پیتسبرگ» که زندگی‌نامهٔ کوتاهی از فینلی است ذکر شده که: «فینلی یکی از هفت محترم بود» که همگی از پرینستون فارغ‌التحصیل شده و مسئولیت ترویج مسیحیت و پرسبیتریانیسم را در سراسر غرب بر عهده داشتند. چیزی که آن‌ها به روش خود انجام دادند چنان موفقیت‌آمیز بود که تمام ناحیه به زودی آن را «زایون غربی» نامید. فینلی در ۱۷۹۵ میلادی در سن هفتاد سالگی در گذشت. او میراثی را در آکادمی کانونزبرگ از خود باقی گذاشت که تبدیل به کالج جفرسن و سپس کالج واشینگتن و جفرسن شد.
تاریخچه خانوادگی فینلی نشان می‌دهد که طی انقلاب آمریکا او به مجلسی وصل بوده که پیشنویس اعلامیه اعلامیهٔ استقلال ابتدا در آن تهیه شد. منابع وب او را به عنوان صاحب خانه‌ای معرفی می‌کنند که توماس جفرسون در آن چنان احساس ناراحتی می‌کرد که به خانه مرزی در لبه شهرک نقل مکان نمود. منابع دیگر بیان می‌دارند که این خانه‌ای که جفرسون در آن اعلامیهٔ مورد نظر را نوشت توسط جیکوب گرف، یک آجرچین محلی تصاحب و اشغال شده‌است.
فینلی درگیر مناقشات مرزی بین ویرجینیا و پنسیلوانیا در پیشبرد منافع پنسیلوانیا بود. او چندین سفر به شهرستان وستمورلند آن زمان داشت که احتمالاً ناحیه کنونی شهرستانهای گرین و واشینگتن بوده و در آنجا به جمع‌آوری امضای عریضه‌هایی مشغول شد که اکنون در NARAی واشینگتن قرار دارد. برخی گمانه زنی کرده‌اند که این سفرها نیز جزو مأموریت‌های جاسوسی بوده که توسط بنجامین فرانکلین و کمیته امنیت صورت پذیرفته‌است. در ۱۷۹۵ میلادی، فینلی برای «قانونگذاری ایالتی پنسیلوانیا» انتخاب شد.
داستان زیر در مورد فینلی ثبت شده، هنگامی که پسر سوم و فرزند چهارمش ابنزر (۱۷۵۸–۱۸۴۹)، به سختی از دست سرخپوستان فرار کرد: «[ابنزر] با پدرش در ۱۷۷۲ میلادی به شهرستان فیت [PA] آمد و در سرزمین‌های تاونشیپ ردستون که توسط پدرش در ۱۷۷۱ میلادی خریده شده بود سکنا گزید. ابنزر جوانکی جسور و متهور بود و در میان افراد پیشتازی که حولش بودند به سرعت پیشرفت کرده و رفعت و قدرت یافت. ساموئل فینلی که همزمان آمد داما خویشاوندش نبود، مسئول مزرعه بوده و توسط بردگان سیاهپوستش که از مریلند آورده شده بودند کمک می‌شد. ساموئل فینلی برای وظایف شبه‌نظامی مطرح شد، اما اجازه داده شد که ابنزر به عنوان جایگزینش بدانجا رود. درحالی که او در فورت والاس بود، یکی از سوارانی که حاوی اخباری مبنی بر نزدیک شدن سرخپوستان بود آمد. 'یانگ فینلی' یکی از اعضای هیئت دوازده نفره‌ای بود که حصار نظامی را ترک کرده و به زودی با تعداد زیادی از سرخپوستان قبل از مواجهه با کسانی که از جنگ با آنها عقب‌نشینی کرده بودند مواجه شدند و با آنها به نبرد پرداختند. تفنگ فینلی گیر کرد و هنگام توقف جهت تعمیرش از بقیه عقب افتاد. یکی از سرخپوستان با تفنگی که به سویش نشانه رفته بود می‌خواست به او شلیک کند، در این زمان یکی از سکنا گزینندگان به سرخپوست شلیک کرد. فینلی دوید و تعقیب نمود و طی مدت زمان کوتاهی خود را به آخرین فرد رساند و آن فرد هدف تبرزینی که به سوی فینلی پرتاب شده بود قرار گرفت و به پشت سرش خورد. با این که تحت فشار بود توسط شلیک همراهش محافظت می‌شد و با امنیت از پل عبور کرده و به دژ نظامی رسید. این رویداد یکی از رویدادهای جالب توجه از حس وقوع رویداد نامیمون در آینده یا تلپاتی یا هرچیز دیگری که می‌خواهید آن را بنامید بود و باید ثبت شود: طی نبرد فینلی جوان و فرارهای سخت و باریکی که ذکر شد، پدرش رو. جیمز فینلی که سیصد مایل دورتر بود حس و الهام عجیب و غیرقابل تعریفی داشت مبنی بر این که پسرش در خطر بزرگی است اما نمی‌توانست در رابطه با طبیعت یا علت آن به فهم متمایزی برسد. او زانو زد و زمان درازی را به صمیمانه‌ترین عبادات خویش برای پسرش سپری نمود و به این حس رسید که خطر گذشته‌است. او آن زمان را در خاطر داشت و چند هفته بعد که نامه‌ای را از پسرش دریافت کرد که حاوی گزارشی از فرارهای سخت و باریک از مرگ در آن یافت، متوجه شد که زمان آن تطابق دقیقی با تجربه عجیبش داشته‌است. رو. فینلی مردی مطلقاً صادق بود، خواننده خود باید برای خودش علت این ارتباط بیسیم بین پدر و پسری که سیصد مایل از هم فاصله مکانی داشتند را واکاوی کند.»

## مرگ
جیمز فینلی در ۶ ژانویه ۱۷۹۵ میلادی در روستراور پنسیلوانیا فوت کرد و در حیاط کلیسای رهوبوت پرسبیتاریان دفن شده‌است.